# Ev'rybody Know Me
Ev'rybody Know Me è il terzo album in studio del gruppo hip hop statunitense YoungBloodZ, pubblicato nel 2005.

## Tracce
1. Intro — 1:01
2. Chop Chop — 4:41
3. Presidential — 4:01
4. Datz Me (featuring Young Buck) — 4:00
5. Xcuse Me Shawty (featuring Lil Scrappy) — 4:32
6. Ev'rybody Know Me — 4:11
7. What tha Biz (If I) (featuring Mannie Fresh) — 3:54
8. Haterproof (featuring Proverb) — 4:14
9. V.I.P. (Interlude) — 0:47
10. Spending Some Change (featuring Cutty) — 4:03
11. It's Good (featuring T-Boz) — 3:37
12. Play Ur Position (featuring Jazze Pha & Mr. Mo) — 4:53
13. Sum'n Like a Pimp (featuring Ben Hated) — 4:15
14. Diamond Rings (featuring Daz Dillinger) — 3:26
15. Grown Man (featuring Shawty Putt) — 4:09
16. Presidential (Tha Remix) (featuring Akon) — 3:40